# Dunkelkeimer
Dunkelkeimer sind Pflanzen, deren Samen (Saatgut) nur in ausreichender Dunkelheit keimen, da ihre Keimung durch Licht gehemmt wird. Sie müssen also nach der Aussaat genügend mit Erde abgedeckt werden. 
Pflanzensamen besitzen Photorezeptor-Proteine, die sog. Phytochrome, welche das Verhältnis von verschiedenen Wellenlängen des Lichts messen können. Dunkelkeimer registrieren vermutlich sehr langwelliges Licht, welches in der Lage ist, die obersten Bodenschichten zu durchdringen.
Typische Dunkelkeimer sind:
- Christrose
- Eisenhut
- Lupinen
- Persischer Ehrenpreis
- Rainfarn-Phazelie
- Rittersporn
- Storchschnäbel
- Schefflera
- die meisten Getreidesorten